# جونگ گی-دونگ
جونگ گی-دونگ (انگلیسی: Jeong Gi-dong؛ زادهٔ ۱۳ مهٔ ۱۹۶۱) بازیکن فوتبال اهل کره جنوبی بود.
از باشگاه‌هایی که در آن بازی کرده‌است می‌توان به باشگاه فوتبال پوهانگ استیلرز اشاره کرد.
وی همچنین در تیم ملی فوتبال کره جنوبی بازی کرده‌است.